# Авсарагов, Андрей Хаджиметович
Андрей Хаджиметович Авсарагов (1903—1976) — советский учёный-агроном

 и государственный деятель. Автор 37 работ по общим вопросам сельского хозяйства, лесоразведению и садоводству.

## Биография
Родился в декабре 1903 года в селе Христиановское Терской области (ныне — город Дигора Республики Северная Осетия — Алания) в крестьянской семье, где было семеро детей.
В годы Гражданской войны во время нападения на родное село белогвардейцев, некоторое время скрывался в горах. Но всё же был арестован и содержался в тюрьме города в Ростов-На-Дону, откуда в конце декабря 1919 года был освобождён войсками Красной армии. С 1920 года Андрей Авсарагов был членом Терского обкома Революционного коммунистического союза молодёжи, а затем стал секретарём Владикавказского окружного комитета этого союза молодёжи. В 1921 году он окончил краткосрочные курсы Коммунистического университета имени Свердлова, работал в Москве в ОГПУ, был заместителем полномочного представителя Северной Осетии при Всероссийском центральном исполнительном комитете.
В 1925 году окончил в Москве Институт народного хозяйства им. Плеханова (ныне Российский экономический университет имени Г. В. Плеханова). Работал в Москве, в 1928 году стал членом ВКП(б)/КПСС. В 1928—1930 годах — директор Дигорского агроиндустриального комбината, в 1930 году — старший инспектор Колхозцентра СССР. В этом же году поступил в аспирантуру Научно-исследовательского колхозного института (Научно-исследовательский институт колхозного строительства), которую окончил в 1933 году.
По окончании аспирантуры А. В. Авсарагов был направлен в Казахстан, где стал работать помощником начальника политсектора Наркомзема Казахской ССР по сельскому хозяйству. С января 1935 года — директор Казахского научно-исследовательского института земледелия и растениеводства (основан в 1934 году). С октября 1936 года был директором Казахского павильона на ВСХВ в Москве и в этом же году стал заведующим кафедрой организации сельскохозяйственного производства Алма-Атинского зооветеринарного института (ныне Казахский национальный аграрный университет).
1 июня 1938 года Авсарагов был арестован, дело прекращено 28 августа 1940 года «за недоказанностью состава преступления», и Андрей Хаджиметович был освобожден. Уехав в Курск, работал начальником Курской научно-исследовательской станции, которая занималась получением каучука из каучуконосных трав. В 1948 году защитил по этой теме кандидатскую диссертацию. С 1952 по 1973 год работал в Кабардино-Балкарии: начальник Кабардино-Балкарской зональной опытной станции садоводства ВНИИС им. И. В. Мичурина, директор Кабардино-Балкарской опытной станции садоводства, заведующий лабораторией по освоению галечниковых земель под сады Кабардино-Балкарской опытной станции садоводства.
Умер 30 июня 1976 года. Похоронен на городском Христианском кладбище города Нальчика.
Был награждён двумя орденами «Знак Почета», тремя медалями и знаком «15 лет Казахской ССР». 27 сентября 1968 года А. Х. Авсарагову ему было присвоено звание Заслуженного агронома РСФСР.